# Girardi (famiglia)

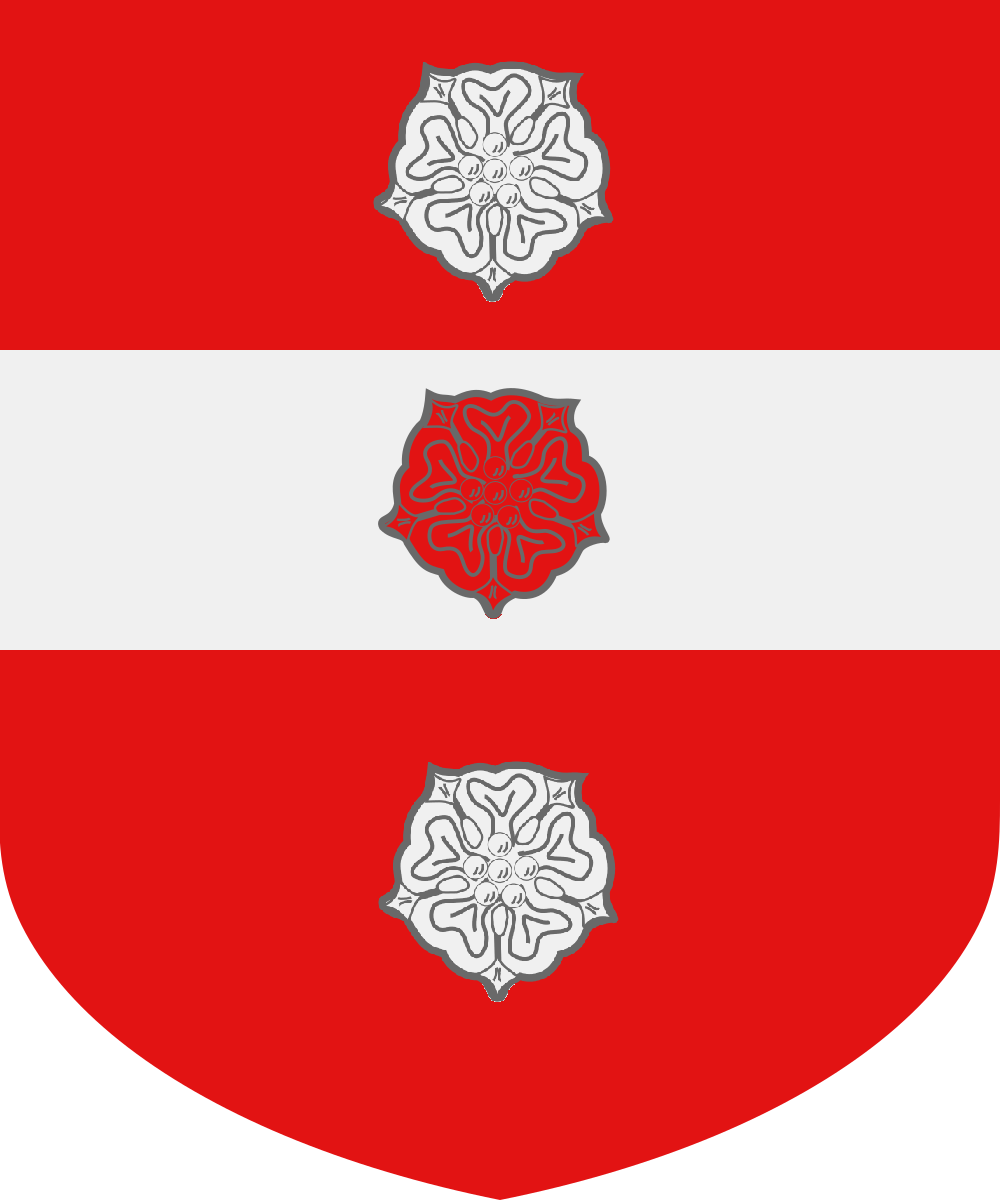
Stemma Girardi

I Girardi, noti anche come Gerardi o Ghirardi, furono una famiglia patrizia veneziana, annoverata fra le cosiddette Casade Novissime.

## Storia
Probabilmente originari della Romagna nei pressi dell'odierna città marchigiana di Fano, arrivarono a Venezia nel 970 e fecero fortuna con attività commerciali e finanziarie. Sebbene famiglia di recente ricchezza, erano già ascritti al patriziato e membri del Maggior Consiglio della Serenissima prima della Serrata. Ne furono successivamente esclusi e riammessi solo nel 1381 per i meriti e il valore di Lorenzo e Francesco Girardi, distintisi durante la Guerra di Chioggia.

## Membri illustri
- Nicolò di Gerardo Girardi, fu Cancelliere Grande dall'8 maggio del 1402
- Maffeo Girardi (XV secolo), fu Patriarca di Venezia e Cardinale presbitero dei Santi Nereo e Achilleo.[1]